# Natação no Campeonato Mundial de Esportes Aquáticos de 2017 - 200 m livre masculino
A prova dos 200 metros livre masculino da natação no Campeonato Mundial de Esportes Aquáticos de 2017 ocorreu nos dias 24 de julho e 25 de julho em Budapeste na Hungria.

## Recordes
Antes desta competição, os recordes mundiais e do campeonato nesta prova eram os seguintes:
| Tipo                  | Atleta          | Tempo   | Local | Data                |
| --------------------- | --------------- | ------- | ----- | ------------------- |
|                       | Paul Biedermann | 1:42.00 | Roma  | 28 de julho de 2009 |
| Recorde do campeonato | Paul Biedermann | 1:42.00 | Roma  | 28 de julho de 2009 |

## Medalhistas
| Ouro           | Prata              | Bronze                   |
| Sun Yang (CHN) | Townley Haas (USA) | Aleksandr Krasnykh (RUS) |

## Resultados

### Eliminatórias
Esses foram os resultados das eliminatórias. Foram realizadas no dia 24 de julho com início às 10:18. 
| Pos. | Bateria | Raia | Nadador                 | Nacionalidade                  | Tempo   | Notas            |
| ---- | ------- | ---- | ----------------------- | ------------------------------ | ------- | ---------------- |
| 1    | 8       | 4    | Sun Yang                | China                          | 1:45.78 | Q                |
| 2    | 8       | 5    | James Guy               | Reino Unido                    | 1:46.22 | Q                |
| 3    | 7       | 7    | Mikhail Dovgalyuk       | Rússia                         | 1:46.47 | Q                |
| 4    | 7       | 4    | Townley Haas            | Estados Unidos                 | 1:46.50 | Q                |
| 5    | 6       | 5    | Aleksandr Krasnykh      | Rússia                         | 1:46.51 | Q                |
| 6    | 8       | 6    | Kacper Majchrzak        | Polónia                        | 1:46.58 | Q                |
| 7    | 8       | 3    | Duncan Scott            | Reino Unido                    | 1:46.62 | Q                |
| 8    | 7       | 2    | Dominik Kozma           | Hungria                        | 1:46.83 | Q                |
| 9    | 7       | 6    | Blake Pieroni           | Estados Unidos                 | 1:46.88 | Q                |
| 10   | 6       | 1    | Danas Rapšys            | Lituânia                       | 1:46.93 | Q,               |
| 11   | 6       | 2    | Mack Horton             | Austrália                      | 1:46.97 | Q                |
| 12   | 7       | 3    | Velimir Stjepanović     | Sérvia                         | 1:47.05 | Q                |
| 13   | 6       | 6    | Myles Brown             | África do Sul                  | 1:47.09 | Q                |
| 14   | 6       | 4    | Park Tae-hwan           | Coreia do Sul                  | 1:47.11 | Q                |
| 15   | 8       | 7    | Naito Ehara             | Japão                          | 1:47.31 | Q                |
| 16   | 5       | 4    | Marwan El-Kamash        | Egito                          | 1:47.40 | Q,               |
| 16   | 6       | 8    | Felix Auböck            | Áustria                        | 1:47.40 |                  |
| 18   | 6       | 7    | Jan Świtkowski          | Polónia                        | 1:47.42 |                  |
| 19   | 5       | 1    | Khader Baqlah           | Jordânia                       | 1:47.68 | Recorde nacional |
| 20   | 5       | 6    | Clemens Rapp            | Alemanha                       | 1:47.69 |                  |
| 21   | 5       | 7    | Kyle Stolk              | Países Baixos                  | 1:47.71 |                  |
| 22   | 6       | 3    | Jérémy Stravius         | França                         | 1:47.72 |                  |
| 23   | 8       | 1    | Matias Koski            | Finlândia                      | 1:47.75 |                  |
| 24   | 5       | 8    | Dylan Carter            | Trinidad e Tobago              | 1:47.77 | Recorde nacional |
| 25   | 6       | 9    | Péter Bernek            | Hungria                        | 1:47.79 |                  |
| 26   | 6       | 0    | Federico Grabich        | Argentina                      | 1:47.89 |                  |
| 27   | 5       | 5    | Katsuhiro Matsumoto     | Japão                          | 1:47.92 |                  |
| 28   | 7       | 0    | Filippo Megli           | Itália                         | 1:47.94 |                  |
| 29   | 8       | 0    | Matthew Stanley         | Nova Zelândia                  | 1:48.02 |                  |
| 30   | 4       | 2    | Nils Liess              | Suíça                          | 1:48.07 |                  |
| 31   | 8       | 8    | Pieter Timmers          | Bélgica                        | 1:48.13 |                  |
| 32   | 5       | 3    | Anders Lie              | Dinamarca                      | 1:48.14 |                  |
| 33   | 7       | 1    | Cristian Quintero       | Venezuela                      | 1:48.22 |                  |
| 34   | 7       | 8    | Poul Zellmann           | Alemanha                       | 1:48.67 |                  |
| 34   | 8       | 9    | Alexander Graham        | Austrália                      | 1:48.67 |                  |
| 36   | 4       | 7    | Victor Johansson        | Suécia                         | 1:48.74 |                  |
| 37   | 7       | 9    | Jordan Sloan            | Irlanda                        | 1:49.17 |                  |
| 38   | 4       | 1    | Henrik Christiansen     | Noruega                        | 1:49.31 |                  |
| 39   | 3       | 7    | Mikel Schreuders        | Aruba                          | 1:49.66 | Recorde nacional |
| 40   | 4       | 8    | Mokhtar Al-Yamani       | Iêmen                          | 1:49.87 | Recorde nacional |
| 40   | 5       | 9    | Hoàng Quý Phước         | Vietname                       | 1:49.87 |                  |
| 42   | 8       | 2    | Wang Shun               | China                          | 1:49.89 |                  |
| 43   | 3       | 5    | Michael Gunning         | Jamaica                        | 1:50.00 | Recorde nacional |
| 44   | 5       | 2    | Markus Thormeyer        | Canadá                         | 1:50.23 |                  |
| 45   | 4       | 6    | Mohamed Lagili          | Tunísia                        | 1:50.33 |                  |
| 46   | 4       | 5    | Miguel Durán            | Espanha                        | 1:50.34 |                  |
| 47   | 4       | 4    | Dimitrios Dimitriou     | Grécia                         | 1:50.40 |                  |
| 48   | 4       | 9    | Marcelo Acosta          | El Salvador                    | 1:50.92 |                  |
| 49   | 3       | 4    | Kregor Zirk             | Estónia                        | 1:51.08 |                  |
| 50   | 4       | 3    | Khurshidjon Tursunov    | Uzbequistão                    | 1:51.13 |                  |
| 51   | 3       | 3    | Pit Brandenburger       | Luxemburgo                     | 1:51.14 |                  |
| 52   | 3       | 1    | Igor Mogne              | Moçambique                     | 1:51.48 | Recorde nacional |
| 53   | 3       | 2    | Wesley Roberts          | Ilhas Cook                     | 1:51.67 | Recorde nacional |
| 54   | 5       | 0    | Tomer Frankel           | Israel                         | 1:51.80 |                  |
| 55   | 4       | 0    | An Ting-yao             | Taipé Chinesa                  | 1:52.09 |                  |
| 56   | 3       | 8    | Alex Sobers             | Barbados                       | 1:52.50 |                  |
| 57   | 2       | 2    | Mathieu Marquet         | Ilhas Maurícias                | 1:53.18 | Recorde nacional |
| 58   | 3       | 6    | Kent Cheung             | Hong Kong                      | 1:54.58 |                  |
| 59   | 2       | 5    | Sam Seghers             | Papua-Nova Guiné               | 1:54.87 |                  |
| 60   | 2       | 4    | Xander Skinner          | Namíbia                        | 1:54.99 | Recorde nacional |
| 61   | 2       | 6    | Lin Sizhuang            | Macau                          | 1:55.12 | Recorde nacional |
| 62   | 3       | 0    | Noah Mascoll-Gomes      | Antígua e Barbuda              | 1:55.32 |                  |
| 63   | 2       | 3    | Matthew Lowe            | Bahamas                        | 1:55.71 |                  |
| 64   | 3       | 9    | Irakli Revishvili       | Geórgia                        | 1:56.51 |                  |
| 65   | 1       | 6    | Klavio Meça             | Albânia                        | 1:57.23 |                  |
| 66   | 1       | 4    | Yacob Al-Khulaifi       | Catar                          | 1:58.32 | Recorde nacional |
| 67   | 2       | 8    | Heriniavo Rasolonjatovo | Madagáscar                     | 2:01.00 | Recorde nacional |
| 68   | 2       | 1    | Duran Alfonso           | Honduras                       | 2:01.07 |                  |
| 68   | 2       | 7    | Ado Gargović            | Montenegro                     | 2:01.07 |                  |
| 70   | 1       | 5    | Dean Hoffman            | Seicheles                      | 2:02.62 |                  |
| 71   | 2       | 9    | Noel Keane              | Palau                          | 2:06.03 | Recorde nacional |
| 72   | 2       | 0    | Tanner Poppe            | Guam                           | 2:11.27 |                  |
| 73   | 1       | 3    | Tongli Panuve           | Tonga                          | 2:12.61 | Recorde nacional |
| 75 ! | 1       | 2    | Rashed Al-Tarmoom       | Federação de membros suspensos | DNS     | DNS              |
| 75 ! | 7       | 5    | Chad le Clos            | África do Sul                  | DNS     | DNS              |

### Semifinal
Esses foram os resultados das semifinais. Foram realizadas no dia 24 de julho com início às 18h42. 
Semifinal 1
| Pos. | Raia | Nadador             | Nacionalidade  | Tempo   | Notas            |
| ---- | ---- | ------------------- | -------------- | ------- | ---------------- |
| 1    | 4    | James Guy           | Reino Unido    | 1:45.18 | Q                |
| 2    | 5    | Townley Haas        | Estados Unidos | 1:45.43 | Q                |
| 3    | 6    | Dominik Kozma       | Hungria        | 1:45.87 | Q                |
| 4    | 1    | Park Tae-hwan       | Coreia do Sul  | 1:46.28 | Q                |
| 5    | 3    | Kacper Majchrzak    | Polónia        | 1:46.40 |                  |
| 6    | 2    | Danas Rapšys        | Lituânia       | 1:46.56 | Recorde nacional |
| 7    | 7    | Velimir Stjepanović | Sérvia         | 1:46.82 |                  |
| 8    | 8    | Marwan El-Kamash    | Egito          | 1:47.41 |                  |

Semifinal 2
| Pos. | Raia | Nadador            | Nacionalidade  | Tempo   | Notas |
| ---- | ---- | ------------------ | -------------- | ------- | ----- |
| 1    | 6    | Duncan Scott       | Reino Unido    | 1:45.16 | Q     |
| 2    | 4    | Sun Yang           | China          | 1:45.24 | Q     |
| 3    | 3    | Aleksandr Krasnykh | Rússia         | 1:45.47 | Q     |
| 4    | 5    | Mikhail Dovgalyuk  | Rússia         | 1:45.74 | Q     |
| 5    | 7    | Mack Horton        | Austrália      | 1:46.81 |       |
| 6    | 2    | Blake Pieroni      | Estados Unidos | 1:47.08 |       |
| 7    | 1    | Myles Brown        | África do Sul  | 1:47.19 |       |
| 8    | 8    | Naito Ehara        | Japão          | 1:47.36 |       |

### Final
A final foi realizada em 25 de julho às 17h32. 
| Pos.              | Raia | Nadador            | Nacionalidade  | Tempo   | Notas            |
| ----------------- | ---- | ------------------ | -------------- | ------- | ---------------- |
| Medalha de ouro   | 3    | Sun Yang           | China          | 1:44.39 | Recorde asiático |
| Medalha de prata  | 6    | Townley Haas       | Estados Unidos | 1:45.04 |                  |
| Medalha de bronze | 2    | Aleksandr Krasnykh | Rússia         | 1:45.23 |                  |
| 4                 | 4    | Duncan Scott       | Reino Unido    | 1:45.27 |                  |
| 5                 | 5    | James Guy          | Reino Unido    | 1:45.36 |                  |
| 6                 | 1    | Dominik Kozma      | Hungria        | 1:45.54 | Recorde nacional |
| 7                 | 7    | Mikhail Dovgalyuk  | Rússia         | 1:46.02 |                  |
| 8                 | 8    | Park Tae-hwan      | Coreia do Sul  | 1:47.11 |                  |

Legenda
| Recorde mundial       | Recorde mundial (World record)               |                       | Recorde africano                      | Recorde africano (African) |                                           | Q | Classificado por posição (Qualified) |
| Recorde do campeonato | Recorde do campeonato (Championship record)  | Recorde da América    | Recorde da América (Americas)         | q                          | Classificado por melhor tempo (Qualified) |   |                                      |
| Melhor marca do ano   | Melhor marca do ano (World leading)          | Recorde asiático      | Recorde asiático (Asian)              | DNS                        | Não largou (Did not start)                |   |                                      |
| Recorde nacional      | Recorde nacional (National record)           | Recorde europeu       | Recorde europeu (European)            | DNF                        | Não terminou (Did not finish)             |   |                                      |
| Recorde pessoal       | Recorde pessoal do atleta (Personal best)    | Recorde da Oceania    | Recorde da Oceania (Oceania)          | DSQ / DQ                   | Desclassificado (Disqualified)            |   |                                      |
| Recorde da temporada  | Recorde da temporada do atleta (Season best) | Recorde sul-americano | Recorde sul-americano (South America) | NM                         | Sem marca (No mark)                       |   |                                      |